# Касандже
Касандже  — африканська держава народу імбангала, утворена у 1620 році. Деякий час перебувала в залежності від Матамби. Згодом була важливим торгівельним посередником між Португальською Анголою і державою Лунда. Зрештою 1910 року стала частиною Португальської Західної Африки.

## Історія
Наприкінці XVI ст. войовничі племена імбангала стали рухатися на південний захід від річки Конго. Тут вони стикнулися з державою Ндонго, в межі якої стали вдиратися. У 1570-х роках стають союзниками португальців. Зрештою частина імбангали отримують володіння в Ндонго із зобов'язанням служити у війську.
1620 року частина імбангали на чолі з вождем Касандже ка Кулашінго оголошує незалежність від Ндонго, яке було послаблено боротьбою з Португалією. 1624 року війська Касандже вдираються до Ндонго, де захоплюють її столицю Кабасу.
У 1634—1635 роках внаслідок невдалої війни проти Матамби визнає її зверхність. Частина імбангали вступає до війська нголи Нзінґи Мбанді. Після 1666 року внаслідок внутрішніх чвар у Матамбі його потуга зменшилася, що дозволило Касандже відновити незалежність.
У 1680 році португальський мандрівник Антоніо де Олівейра де Кадорнега підрахував, що в королівстві проживало 300 тис. осіб, з яких 100 тис. могли носити зброю. Однак зазначається, що ця заява може бути перебільшеною. В цей час починається нова війна з Матамбою, в якій Касандже діяло спільно з Португалією. В результаті 1681 року вдалося відбити наступ супротивника. Втім війни з Матамбою тривали до кінця XVII ст.
У 1720-х роках Касандже вимушена була визнати зверхність Лунди. Залежність тривала до початку 1800-х років. 1850 року визнає зверхність Португалії. З 1850-х років починається занепад держави викликаний зміно торгівельних шляхів з півдні та сходу. Остаточно послабило державу боротьба за трон, що тривала з 1873 до 1883 рік. 1910 року Касандже було включено до Португальської Західної Африки.

## Устрій
На чолі стояв володар, що носив титул яга. Тому іноді державу називають Яга. Його обирали представники 3 провідних кланів. Був обмежений радою знаті. Розглядався переважно як військовий командувач.

## Економіка
Розвинено було тваринництво, частково землеробство. Втім найбільший зиск мала посередницька торгівлі з державами Лунда, Луба, Бартселенд та Португальською Анголою.